# Detroit Lions 2022
La stagione 2022 dei Detroit Lions è stata la 93ª della franchigia nella National Football League e la seconda con Dan Campbell come capo-allenatore.
Malgrado una sola vittoria nelle prime sette partite, i Lions svoltarono a metà stagione vincendo otto delle successive dieci gare grazie al miglioramento delle prestazioni del quarterback Jared Goff e alla crescita della classe dei rookie. L'anno si chiuse con un bilancio di 9–8, migliorando quello di 3–13–1 della stagione precedente. Per i Lions si trattò del primo record positivo dal 2017. Detroit vinse cinque gare su sei all'interno della division, perdendo una sola gara contro i Minnesota Vikings.
Prima di scendere in campo nell'ultimo turno, i Lions furono eliminati dalla caccia ai playoff in virtù della vittoria dei Seattle Seahawks sui Los Angeles Rams. Entrambe le squadre terminarono con un record di 9-8 ma Detroit era stata sconfitta nello scontro diretto nella settimana 4 contro i Seahawks. Ad ogni modo Detroit batté i Green Bay Packers nell'ultima partita eliminando a sua volta i rivali di division dall'accesso all'ultima wild card disponibile in favore di Seattle.

## Scelte nel Draft 2022

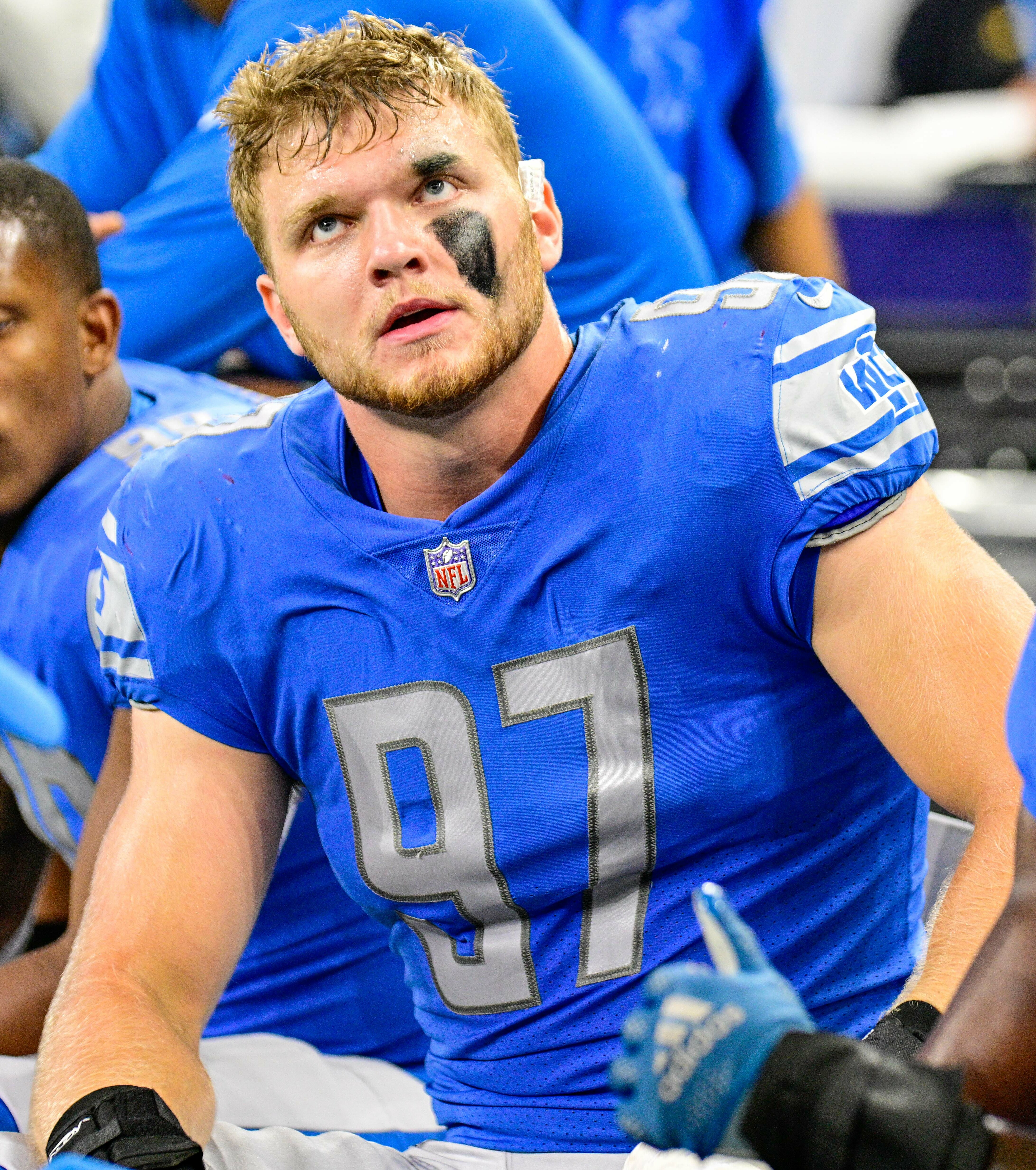
I Lions scelsero Aidan Hutchinson come secondo assoluto nel Draft 2022 e questi arrivò secondo nel premio di rookie difensivo dell'anno

| Scelte dei Lions nel Draft 2022 |        |                   |                |                |
| Giro                            | Scelta | Giocatore         | Ruolo          | College        |
| 1                               | 2      | Aidan Hutchinson  | Defensive end  | Michigan       |
| 1                               | 12     | Jameson Williams  | Wide receiver  | Alabama        |
| 2                               | 46     | Josh Paschal      | Defensive end  | Kentucky       |
| 3                               | 97     | Kerby Joseph      | Defensive back | Illinois       |
| 5                               | 177    | James Mitchell    | Tight end      | Virginia Tech  |
| 6                               | 188    | Malcolm Rodriguez | Linebacker     | Oklahoma State |
| 6                               | 217    | James Houston     | Linebacker     | Jackson State  |
| 7                               | 237    | Chase Lucas       | Cornerback     | Arizona State  |

## Staff
| Staff dei Detroit Lions nel 2022 |
| --- |
| Organi dirigenziali - Proprietaria – Sheila Ford Hamp - Vice chairpeople – William Clay Ford Jr., Martha Ford Morse e Elizabeth Ford Kontulis - Presidente – Rod Wood - Presidente & CEO – Chris Spielman - Vice presidente esecutivo/general manager – Brad Holmes - Assistente general manager – Ray Agnew - Vide presidente senior del football & business administration – Mike Disner - Direttore del personale dei giocatori – Lance Newmark - Direttore degli osservatori dei professionisti – Rob Lohman - Direttore degli osservatori del college – Dave Sears - Dirigente del personale senior – John Dorsey Capo allenatore - Capo-allenatore – Dan Campbell - Assistente c.a./running back – Duce Staley Altri allenatori - Direttore delle prestazioni sportive – Mike Clark - Direttore della scienza sportiva – Jill Costanza - Preparatore atletico – Josh Schuler - Assistente p.a. – Morris Henry Allenatori dell'attacco - Coordinatore offensivo – Ben Johnson - Quarterback – Mark Brunell - Wide receiver – Antwaan Randle El - Assistente wide receiver – Seth Ryan - Tight end/gioco sui passaggi – Tanner Engstrand - Offensive line – Hank Fraley - Assistente attacco senior – John Morton - Controllo qualità attacco – Steve Oliver - WCF minority fellowship – Deon'tae Pannell Allenatori della difesa - Coordinatore difensivo – Aaron Glenn - Defensive line – Todd Wash - Assistente defensive line – Cameron Davis - Linebacker – Kelvin Sheppard - Defensive back/gioco sui passaggi – Aubrey Pleasant - Assistente difesa/outside linebacker – David Corrao - Assistente difesa – Brian Duker - Controllo qualità difesa – Wayne Blair - Controllo qualità difesa – Stephen Thomas Allenatori dello special team - Coordinatore degli special team – Dave Fipp - Assistente special team – Jett Modkins |

## Roster
| Roster dei Detroit Lions nel 2022 |
| --- |
| Quarterback - 16 Jared Goff - 10 Nate Sudfeld Running Back - 46 Craig Reynolds - 32 D'Andre Swift - 30 Jamaal Williams Wide Receiver - 87 Quintez Cephus - 4 D.J. Chark - 11 Kalif Raymond - 8 Josh Reynolds - 14 Amon-Ra St. Brown Tight End - 88 T.J. Hockenson - 82 James Mitchell - 89 Brock Wright - 84 Shane Zylstra Offensive Linemen - 63 Evan Brown C - 68 Taylor Decker T - 76 Drew Forbes G - 73 Jonah Jackson G - 78 Tommy Kraemer G - 67 Matt Nelson T - 77 Frank Ragnow C - 58 Penei Sewell T - 71 Logan Stenberg G Defensive Linemen - 90 Michael Brockers DT - 2 Austin Bryant DE - 96 Isaiah Buggs DT - 79 John Cominsky DE - 53 Charles Harris DE - 97 Aidan Hutchinson DE - 94 Benito Jones DT - 54 Alim McNeill NT - 52 Demetrius Taylor DT Linebacker - 34 Alex Anzalone MLB - 55 Derrick Barnes MLB - 49 Chris Board MLB - 99 Julian Okwara OLB - 44 Malcolm Rodriguez MLB - 51 Josh Woods MLB Defensive Back - 5 DeShon Elliott FS - 25 Will Harris SS - 33 JuJu Hughes FS - 23 Mike Hughes CB - 31 Kerby Joseph FS - 36 Chase Lucas CB - 26 Ifeatu Melifonwu CB - 1 Jeff Okudah CB - 24 Amani Oruwariye CB - 27 Bobby Price CB - 21 Tracy Walker FS Special Team - 47 Scott Daly LS - 3 Jack Fox P - 19 Austin Seibert K Lista delle riserve - -- Greg Bell RB (IR) - 45 Jason Cabinda FB (PUP) - 39 Jerry Jacobs CB (PUP) - 95 Romeo Okwara DE (PUP) - 91 Levi Onwuzurike DT (IR) - 93 Josh Paschal DE (PUP) - 72 Halapoulivaati Vaitai G (IR) - 9 Jameson Williams WR (NF-Inj.) Squadra di allenamento - 15 Maurice Alexander WR - 12 Tim Boyle QB - 40 Jarrad Davis MLB - 17 Dominik Eberle K - 65 Obinna Eze OT - 86 Garrett Griffin TE - 92 Bruce Hector DT - 59 James Houston OLB - 42 Justin Jackson RB - 28 Jermar Jefferson RB - 85 Tom Kennedy WR - 41 A.J. Parker CB - -- Ross Pierschbacher C - 57 Anthony Pittman MLB - 13 Aldrick Rosas K (Practice squad/Injured) - 70 Dan Skipper OT - 29 Saivion Smith CB 53 attivi, 8 inattivi, 16 nella squadra di allenamento |
| Legenda - I rookie sono in corsivo. - Il primo ruolo è il principale mentre gli eventuali successivi indicano i ruoli secondari. - (IR) sta per Injured Reserve ed indica la lista ristretta per un solo giocatore infortunato che può tornare ad allenarsi dopo la settimana 6 e a rientrare in prima squadra dopo che questa ha giocato 8 partite. - (NF-Inj.) / (NF-Ill.) stanno rispettivamente per Non-Football Injured e Non-Football Illness ed indicano le liste dove viene inserito un giocatore che ha un infortunio o una malattia non dipendente dal football americano. - (PUP) sta per Physically Unable to Perform ed indica la lista dove viene inserito un giocatore mentre è in attesa di recuperare la condizione fisica. Nella stagione regolare dopo la sesta partita giocata dalla propria squadra, il giocatore ha tempo tre settimane per riprendere ad allenarsi, più tre settimane aggiuntive dal suo rientro agli allenamenti per rientrare in prima squadra. |

## Precampionato
Il 12 maggio 2022 sono state annunciate le partite dei Lions nel precampionato.
| Precampionato |                |                       |           |        |                   |         |
| Settimana     | Data           | Avversario            | Risultato | Record | Stadio            | Sintesi |
| 1             | 12 agosto 2022 | Atlanta Falcons       | S 23-27   | 0-1    | Ford Field        | Sintesi |
| 2             | 20 agosto 2022 | @ Indianapolis Colts  | V 27-26   | 1-1    | Lucas Oil Stadium | Sintesi |
| 3             | 28 agosto 2022 | @ Pittsburgh Steelers | S 9-19    | 1-2    | Acrisure Stadium  | Sintesi |

## Stagione regolare

### Calendario
Il calendario della stagione regolare è stato annunciato il 12 maggio 2022. Il gruppo degli avversari, stabiliti sulla base delle rotazioni previste dalla NFL per gli accoppiamenti tra le division nonché dai piazzamenti ottenuti nella stagione precedente, fu giudicato come il 28º più duro da affrontare tra tutti quelli della stagione 2022.
| Stagione regolare |                   |                         |           |        |                         |         |
| Settimana         | Data              | Avversario              | Risultato | Record | Stadio                  | Sintesi |
| 1                 | 11 settembre 2022 | Philadelphia Eagles     | S 35-38   | 0-1    | Ford Field              | Sintesi |
| 2                 | 18 settembre 2022 | Washington Commanders   | V 36-27   | 1-1    | Ford Field              | Sintesi |
| 3                 | 25 settembre 2022 | @ Minnesota Vikings     | S 24-28   | 1-2    | U.S. Bank Stadium       | Sintesi |
| 4                 | 2 ottobre 2022    | Seattle Seahawks        | S 45-48   | 1-3    | Ford Field              | Sintesi |
| 5                 | 9 ottobre 2022    | @ New England Patriots  | S 0-29    | 1-4    | Gillette Stadium        | Sintesi |
| 6                 | Riposo            | Riposo                  | Riposo    | Riposo | Riposo                  | Riposo  |
| 7                 | 23 ottobre 2022   | @ Dallas Cowboys        | S 6-24    | 1-5    | AT&T Stadium            | Sintesi |
| 8                 | 30 ottobre 2022   | Miami Dolphins          | S 27-31   | 1-6    | Ford Field              | Sintesi |
| 9                 | 6 novembre 2022   | Green Bay Packers       | V 15-9    | 2-6    | Ford Field              | Sintesi |
| 10                | 13 novembre 2022  | @ Chicago Bears         | V 31-30   | 3-6    | Soldier Field           | Sintesi |
| 11                | 20 novembre 2022  | @ New York Giants       | V 31-18   | 4-6    | MetLife Stadium         | Sintesi |
| 12                | 24 novembre 2022  | Buffalo Bills (T)       | S 25-28   | 4-7    | Ford Field              | Sintesi |
| 13                | 4 dicembre 2022   | Jacksonville Jaguars    | V 40-14   | 5-7    | Ford Field              | Sintesi |
| 14                | 11 dicembre 2022  | Minnesota Vikings       | V 34-23   | 6-7    | Ford Field              | Sintesi |
| 15                | 18 dicembre 2022  | @ New York Jets         | V 20-17   | 7-7    | MetLife Stadium         | Sintesi |
| 16                | 24 dicembre 2022  | @ Carolina Panthers     | S 23-37   | 7-8    | Bank of America Stadium | Sintesi |
| 17                | 1º gennaio 2023   | Chicago Bears           | V 41-10   | 8-8    | Ford Field              | Sintesi |
| 18                | 8 gennaio 2023    | @ Green Bay Packers (S) | V 20-16   | 9-8    | Lambeau Field           | Sintesi |

Note:
- Gli avversari della propria division sono in grassetto.
- Il simbolo "@" indica una partita giocata in trasferta.
- (M) indica il Monday Night Football, (T) il Thursday Night Football e (S) il Sunday Night Football.

## Premi

### Premi settimanali e mensili
- Amon-Ra St. Brown

giocatore offensivo della NFC della settimana 2
- Jared Goff

quarterback della settimana 4
quarterback della settimana 14
- Kerby Joseph:

difensore della NFC della settimana 9
- Aidan Hutchinson

difensore della NFC della settimana 11
rookie della settimana 11
rookie difensore del mese di dicembre e gennaio
- Jamaal Williams:

running back della settimana 11
running back della settimana 17
giocatore offensivo della NFC della settimana 18
- Michael Badgley:

giocatore degli special team della NFC della settimana 13
- Kalif Raymond:

giocatore degli special team della NFC della settimana 15
- James Houston:

rookie della settimana 17